# Барбоза де Лима, Валерио
Валерио Барбоза де Лима (порт.-браз. Valério Barbosa de Lima), также известный как Щимба (порт.-браз. Chimba; 6 ноября 1994, Жандаира, Риу-Гранди-ду-Норти, Бразилия) — бразильский игрок в мини-футбол, крайний/универсал. Выступает за клуб «Газпром-Югра».

## Биография
Родился в муниципалитете Жандаира на северо-востоке Бразилии. В детстве занимался большим футболом в клубе «Алекрин» в родном штате.
Первым профессиональным клубом Щимбы стал «Крузейру ду Ассу» из города Асу. Позже игрок перешёл в команду «АБС Носса Терра» из столицы родного для игрока штата, города Натал. С этой командой Щимба стал чемпионом штата в 2016 году. Следующим клубом стал «ААЕМА» (порт.-браз. Associação de Amigos do Esporte Mariopolitano) из города Мариополис, штат Парана.
В 2019 году Щимба присоединился к клубу «Пату Футзал», которому помог завоевать второе чемпионство в Национальной лиге футзала (LNF) подряд. Сам же Щимба был номинирован на звание открытия сезона.
В 2020 году перешёл в клуб «Газпром-Югра», став одним из лучших игроков команды и выиграв с ней несколько значимых трофеев.
В 2021 году получил вызов в сборную Бразилии на два товарищеских матча против сборной Марокко.
В 2023 году был натурализован для выступления за сборную Грузии. Сыграл два матча в отборе к чемпионату мира по мини-футболу 2024 года, в том числе помог одержать историческую победу против сборной Португалии. Однако позднее после жалобы, поданной представителями федераций футбола Португалии и Финляндии, FIFA отозвала натурализацию многих игроков, в том числе и Щимбы, а также аннулировала результаты всех матчей, сыгранных с участием данных спортсменов.

## Достижения
Командные
- Чемпион России (2): 2021/22, 2023/24
- Чемпион Бразилии: 2019
- Обладатель Кубка России: 2020/21
- Обладатель Суперкубка России (2): 2022, 2024
- Обладатель Кубка Лиги: 2024/25
- Чемпион штата Риу-Гранди-ду-Норти (порт.-браз. Campeonato Potiguar): 2016

Личные
- Игрок сборной лучших игроков в мини-футбол УЕФА: 2021
- Лучший игрок чемпионата России: 2023/24
- Лучший легионер чемпионата России: 2023/24
- Лучший игрок Кубка России: 2023/24